# Impuesto a las ganancias (Argentina)
El impuesto a las ganancias en Argentina es un tributo en el que personas físicas y empresas pagan al Estado en función de los ingresos que declaren haber tenido en el curso del año. Es un típico impuesto al ingreso que se le cobra a cada persona que trabaja en blanco.

## Historia
Durante el gobierno del presidente Marcelo T. de Alvear, el ministro de Hacienda Rafael Herrera Vegas envío al joven Raúl Prebisch a Australia para que estudiara el “impuesto a los réditos” que había comenzado a cobrar en ese país. Sin embargo, tras el alejamiento de Herrera Vegas del cargo el impuesto no se implementaría.
La creación del Impuesto a las Ganancias se daría mediante el decreto-ley 11.586 del 19 de enero de 1932, impulsado por Prebisch quien se desempeñaba como subsecretario de Hacienda del presidente de facto José Félix Uriburu. En 1999, durante la presidencia de Fernando De la Rúa, el ministro José Luis Machinea aumentó el máximo imponible que llegó hasta el 35% del sueldo neto para las categorías más altas y había intenciones de aumentarlo hasta el 41% para empresas. Este mecanismo, conocido como la Tablita de Machinea, continuó hasta 2008 cuando fue eliminado por el Congreso.
En 2016, durante la presidencia de Mauricio Macri, se aprobó en el congreso un sistema que actualiza el mínimo no imponible a partir del índice de evolución de los salarios (RIPTE). En 2017 se dispuso que los jueces que asuman desde ese momento estarán obligados a pagar el impuesto (se encontraban exentos desde la creación del tributo). Durante su mandato la cantidad de personas que tributan el impuesto pasó de 1,2 millones a 2,4 millones (comparando diciembre de 2015 con agosto de 2019).

## Características
El impuesto a las ganancias argentino comprende tres especies tributarias distintas, que en algunos países corresponden con tres impuestos diferentes:
1. Tributo a las rentas de las personas físicas, es un tributo personal, que se liquida anualmente por la totalidad de las ganancias obtenidas en ese periodo. En teoría se podría decir que es casi "hecho a medida" para cada contribuyente, al tener tipos impositivos (alícuotas) de carácter progresivo y existir deducciones por mínimos, no gravados.

1. Un impuesto a la renta de sociedades (conocido internacionalmente como impuesto sobre sociedad o impuesto societario) que grava con un tipo fijo las ganancias o beneficios obtenidas por aquellas durante el ejercicio. Tiene una estructura más simple, en el que no existen ni deducciones personales, ni mínimos exentos.

1. Un tributo a las ganancias que obtienen en Argentina lo no residentes en este país (conocido internacional como impuesto sobre no residentes). Su particularidad es que se trata de un tributo de los llamados instantáneos porque cada operación se grava con un porcentaje fijo y no interesa si se realiza una o varias de ellas durante el año.

Las personas que deben pagarlo, en los dos primeros casos, son las sociedades expresamente mencionadas en la ley (anónimas, de responsabilidad limitada, en comandita y otras). Para las empresas lo están todas las ganancias, con algunas exenciones (que figuran en el art. 20) mientras que para quienes no tengan ese carácter, en general están alcanzadas las ganancias habituales; hay también aquí algunas excepciones.
Hay cuatro categorías en el impuesto a las ganancias, y son distintas maneras de calcular el impuesto de acuerdo con las fuentes de las ganancias. Cada una de las categorías tiene, además, deducciones propias. La 1ª categoría son las rentas del suelo, la 2ª categoría son las rentas del capital, la 3ª categoría son los beneficios que ganan las empresas y algunos auxiliares de comercio y la 4ª categoría son las ganancias obtenidas por el trabajo personal en relación de dependencia.

### Periodo fiscal
El periodo fiscal, o sea el lapso en el cual se suman las ganancias para pagar el impuesto, es anual; para las personas físicas, coincide con el año calendario mientras que, genéricamente, para las personas del art. 69, el periodo coincide con el de su balance anual. Las demás sociedades no pagan el tributo pero también determinan su ganancia en cada balance y sus socios incluyen su proporción a fin de año en su declaración personal.
El impuesto se determina por diferencia entre las ganancias y las pérdidas del periodo; dentro de estas últimas están todos los gastos necesarios para obtener aquellas (excepto los que taxativamente están prohibidos, art. 88 de la ley). Además existen otras deducciones y, las personas físicas residentes en el país pueden deducir, según los casos, sumas por ganancia no imponible, deducción especial y familiares a cargo.
Algunas deducciones que se puede hacer para pagar menos impuestos a las ganancias son: los intereses de créditos hipotecarios tomados para comprar o construir la casa del contribuyente, el seguro por caso de muerte, las donaciones a los fiscos nacional, provinciales y municipales, a los partidos políticos reconocidos, a instituciones religiosas y a algunas asociaciones o fundaciones, los descuentos obligatorios por aportes a obras sociales, las cuotas de medicina prepaga, los honorarios por atención médica y paramédica, gastos de hospitalización en clínicas, sanatorios y establecimientos similares, un porcentaje de las sumas pagadas por alquiler (siempre que el contribuyente no sea dueño de un inmueble), el sueldo del personal doméstico y los gastos de sepelio.
En materia de sociedades y empresas, existe un régimen mediante el cual las que se reorganicen (fusionen, escindan o cambien de tipo social) pueden realizar estos cambios sin pagar impuesto, siempre que cumplan con las condiciones que establece la ley.
Existen diversos regímenes de retención por los cuales, quien realiza determinados pagos debe separar de ellos un importe y depositarlo, a nombre de quien cobra, luego éste puede computar tal retención como un pago a cuenta de su impuesto anual; también hay normas que obligan a que determinados contribuyente realicen pagos anticipados del tributo anual.
En cuanto a los no residentes, beneficiarios del exterior, pagan el tributo con cada operación que realizan, con independencia de toda otra cuestión. El tributo se los debe retener quien realiza el pago, aplicando el impuesto del 35 % sobre el porcentaje del mismo que la ley determina presuntamente que es la ganancia.

## Mecanismos de deducción
Cuotas médico – asistenciales
Se establece una deducción  general por gastos en medicina prepaga o aportes complementarios a obras sociales correspondientes al aportante y al grupo familiar. El importe a deducir no podrá superar el tope del 5% de la ganancia neta.